# Rory Acton-Burnell
Rory Acton-Burnell (...) è un attore britannico.

## Biografia
Rory Acton-Burnell ha iniziato la sua carriera recitativa nel 2002 comparendo in due episodi della sitcom Cavegirl, cui hanno fatto seguito il film Uragano, il film TV Lusitania: Murder on the Atlantic e la serie televisiva Bluestone 42. Nel 2014 interpreta l'avventuriero e scrittore Richard Halliburton nella serie televisiva tedesca Elly Beinhorn - Alleinflug

## Filmografia

### Cinema
- Uragano, regia di Tony Mitchell (2007)
- Lazy Susan, regia di Stephen Abbott – cortometraggio (2015)
- Shark Killer, regia di Sheldon Wilson (2015)
- The Parcel, regia di Hayden Phipps e Brett Williams – cortometraggio (2015)
- Finn, regia di Tim Leibbrandt – cortometraggio (2019)
- Fried Barry, regia di Ryan Kruger (2020)
- Hammarskjöld, regia di Per Fly (2023)
- A Family Affair,  regia di Warren Fischer (2024)

### Televisione
- Cavegirl – serie TV, 2 episodi (2002)
- Lusitania: Murder on the Atlantic, regia di Christopher Spencer – film TV (2007)
- Outcast – serie TV, 2 episodi (2011)
- Women in Love – miniserie TV, puntata 1x01 (2011)
- The Runaway – miniserie TV, puntata 1x01 (2011)
- Leonardo – serie TV, episodio 2x06 (2012)
- Bluestone 42 – serie TV, 5 episodi (2013-2014)
- Elly Beinhorn - Alleinflug, regia di Christine Hartmann – film TV (2014)
- Black Sails – serie TV, 7 episodi (2016-2017)
- One Piece – serie TV, 2 episodi (2023)
- The Devil's Hour – serie TV, episodio 2x03 (2024)

## Doppiatori italiani
Nelle versioni in italiano delle opere in cui ha recitato, Rory Acton-Burnell è stato doppiato da:
- Franco Mannella in One Piece